# Microdocumentos

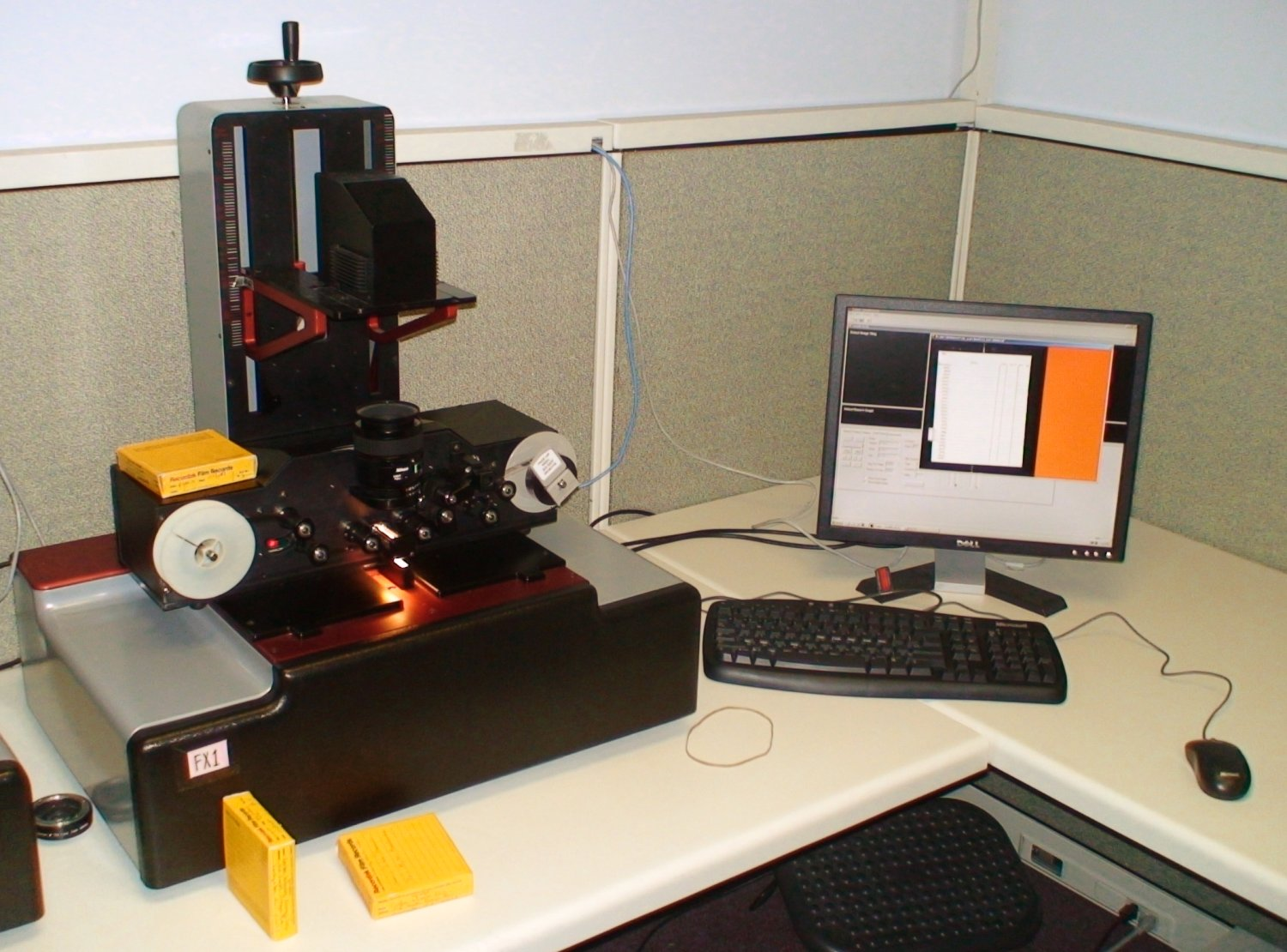
Escaneado digital de microfilm

Los microdocumentos son reproducciones a escala de documentos, normalmente películas o papel, realizadas con fines de transmisión, almacenamiento, lectura e impresión. Las imágenes de microformas suelen reducirse a un 4% o una veintena del tamaño del documento original. Para fines especiales, pueden utilizarse reducciones ópticas mayores.
Todas las imágenes de microfichas pueden proporcionarse en positivo o en negativo, más a menudo en este último formato.
Hay tres formatos habituales: microfilm (bobinas), microficha (hojas planas) y tarjetas de apertura. Las tarjetas de apertura, también conocidas como "microopaques", un formato que ya no se produce, eran similares a las microfichas, pero impresas en cartón en lugar de en película fotográfica.

## Historia
Utilizando el proceso del daguerrotipo, John Benjamin Dancer fue uno de los primeros en producir microfotografías, en 1839. Consiguió una relación de reducción de 160:1. Dancer perfeccionó sus procedimientos de reducción con el proceso de colodión húmedo de Frederick Scott Archer, desarrollado en 1850-51, pero descartó su trabajo de décadas en las microfotografías como un pasatiempo personal y no documentó sus procedimientos. La idea de que la microfotografía no podía ser más que una novedad era una opinión compartida en el Dictionary of Photography de 1858, que calificaba el proceso de "algo insignificante e infantil".
La microfotografía fue sugerida por primera vez como método de conservación de documentos en 1851 por el astrónomo James Glaisher, y en 1853 por John Herschel, otro astrónomo. Ambos asistieron a la Gran Exposición de 1851 en Londres, donde la exposición sobre fotografía influyó mucho en Glaisher. La calificó como "el descubrimiento más notable de los tiempos modernos", y defendió en su informe oficial el uso de la microfotografía para conservar los documentos.
Un puesto de palomas funcionó durante el asedio de París en la guerra franco-prusiana de 1870-1871. El químico Charles-Louis Barreswil propuso la aplicación de métodos fotográficos con impresiones de tamaño reducido. Las impresiones se hacían en papel fotográfico y no superaban los 40 mm, para permitir su inserción en la pluma de la paloma.
Los desarrollos de la microfotografía continuaron durante las siguientes décadas, pero no fue hasta el cambio de siglo cuando su potencial de uso práctico se aplicó más ampliamente. En 1896, el ingeniero canadiense Reginald Fessenden sugirió que los microformatos eran una solución compacta para los materiales poco manejables pero frecuentemente consultados por los ingenieros.  Propuso que hasta 150 000 000 de palabras podían caber en una pulgada cuadrada, y que un cubo de un pie podía contener 1,5 millones de volúmenes.
En 1906, Paul Otlet y Robert Goldschmidt propusieron el livre microphotographique como forma de aliviar las limitaciones de coste y espacio impuestas por el formato del códice. El objetivo general de Otlet era crear una Biblioteca Central Mundial de Documentación Jurídica, Social y Cultural, y vio en la microficha una forma de ofrecer un formato estable y duradero que fuera barato, fácil de usar, fácil de reproducir y extremadamente compacto.  En 1925, el equipo habló de una biblioteca masiva en la que cada volumen existía como negativos y positivos maestros, y en la que los artículos se imprimían bajo demanda para los clientes interesados.
En la década de 1920 se empezó a utilizar el microfilm en el ámbito comercial. El banquero neoyorquino George McCarthy obtuvo una patente en 1925 por su máquina "Checkograph", diseñada para hacer copias micrográficas de cheques cancelados para su almacenamiento permanente por parte de las instituciones financieras. En 1928, Eastman Kodak Company compró el invento de McCarthy y comenzó a comercializar dispositivos de microfilmación de cheques bajo su división "Recordak".
Entre 1927 y 1935, la Biblioteca del Congreso microfilmó más de tres millones de páginas de libros y manuscritos de la Biblioteca Británica; en 1929, el Social Science Research Council y el American Council of Learned Societies se unieron para crear un Joint Committee on Materials for Research (Comité Conjunto de Materiales para la Investigación), presidido durante la mayor parte de su existencia por Robert C. Binkley, que estudió detenidamente el potencial del microformato para servir a pequeñas tiradas de materiales académicos o técnicos. En 1933, Charles C. Peters desarrolló un método para microformatear disertaciones, y en 1934 la Biblioteca Nacional de Agricultura de los Estados Unidos puso en marcha el primer servicio de impresión bajo demanda de microformas, al que siguió rápidamente una empresa comercial similar, Science Service.
En 1935, la división Recordak de Kodak comenzó a filmar y publicar The New York Times en bobinas de microfilm de 35 milímetros, inaugurando la era de la conservación de periódicos en película. Este método de almacenamiento de la información recibió la aprobación de la Asociación de Bibliotecas de Estados Unidos en su reunión anual de 1936, en la que respaldó oficialmente las microformas.
La Biblioteca de la Universidad de Harvard fue la primera institución importante que se dio cuenta del potencial del microfilm para preservar los periódicos impresos en papel de alta acidez y lanzó su "Proyecto de Periódicos Extranjeros" para preservar estas publicaciones efímeras en 1938. El microfilm en rollo ha demostrado ser mucho más satisfactorio como soporte de almacenamiento que los métodos anteriores de almacenamiento de información en película, como el Photoscope, el Film-O-Graph, el Fiske-O-Scope y las diapositivas.
El año 1938 también fue testigo de otro acontecimiento importante en la historia del microfilm cuando la University Microfilms International (UMI) fue creada por Eugene Power. Durante el siguiente medio siglo, UMI dominaría el campo, filmando y distribuyendo ediciones en microfilm de publicaciones actuales y pasadas y disertaciones académicas. Tras otro breve cambio de nombre, UMI pasó a formar parte de ProQuest Information and Learning en 2001.

## Usos

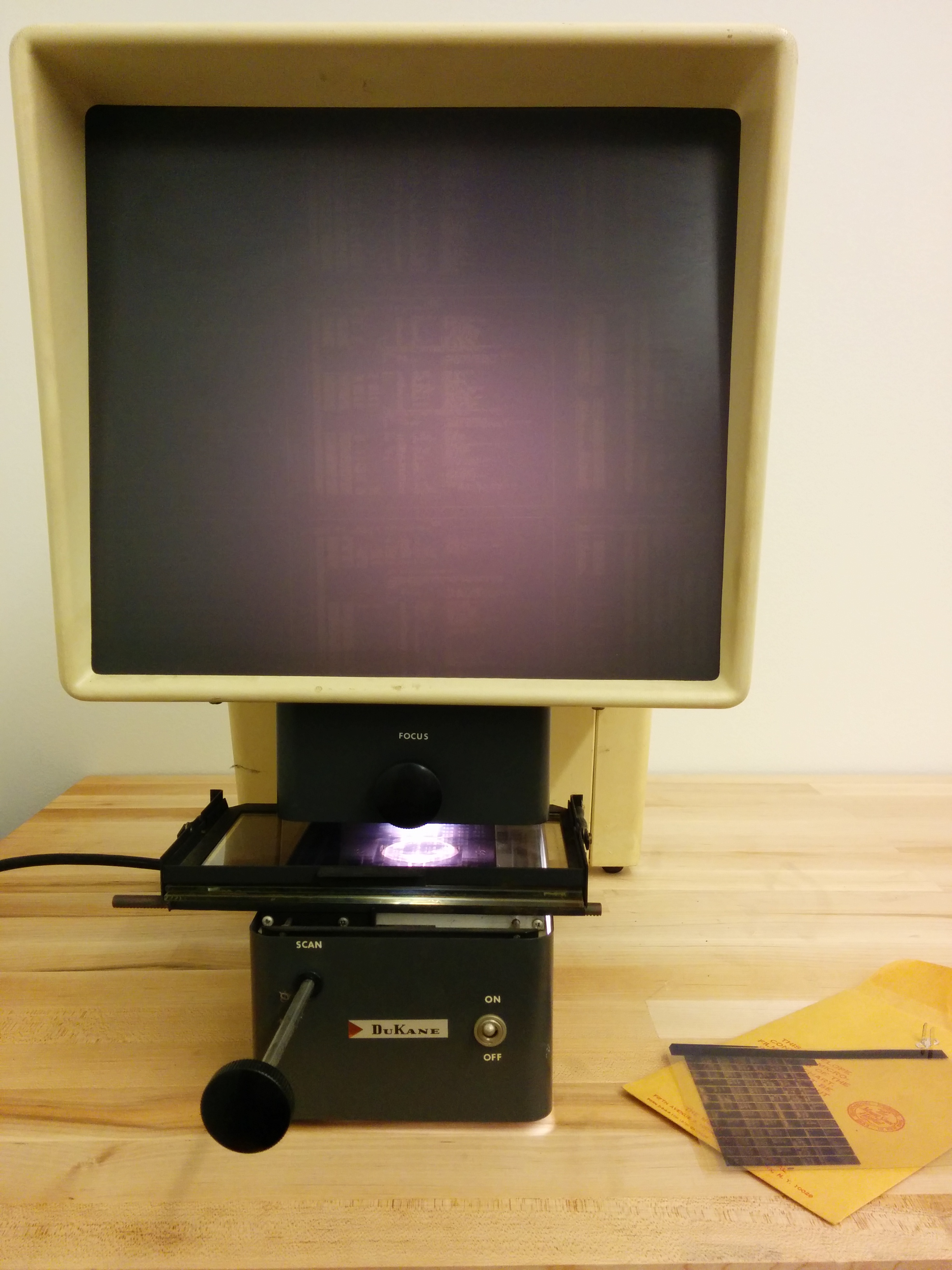
Lector de microfichas de la marca DuKane con código fuente impreso en las películas.

Los sistemas que montan imágenes de microfilmes en tarjetas perforadas se han utilizado ampliamente para el almacenamiento de archivos de información de ingeniería.
Por ejemplo, cuando las compañías aéreas solicitan planos de ingeniería de archivo para respaldar los equipos adquiridos (por ejemplo, en caso de que el proveedor cierre el negocio), normalmente especifican microfilmes montados en tarjetas perforadas con un sistema de indexación estándar en la industria perforado en la tarjeta. Esto permite la reproducción automatizada, así como la utilización de equipos mecánicos de clasificación de tarjetas para clasificar y seleccionar los planos en microfilm.
El microfilm montado en una tarjeta de apertura ocupa aproximadamente el 3% del tamaño y el espacio de los planos de ingeniería convencionales en papel o vitela. Algunos contratos militares, en torno a 1980, empezaron a especificar el almacenamiento digital de los datos de ingeniería y mantenimiento porque los gastos eran incluso menores que los del microfilm, pero estos programas tienen ahora dificultades para adquirir nuevos lectores para los formatos antiguos.
El microfilm se utilizó por primera vez en el ámbito militar durante la guerra franco-prusiana de 1870-71. Durante el Asedio a París, la única forma que tenía el gobierno provincial de Tours de comunicarse con París era por correo de palomas. Como las palomas no podían transportar despachos en papel, el gobierno de Tours recurrió al microfilm. Utilizando una unidad de microfotografía evacuada de París antes del asedio, los empleados de Tours fotografiaron los despachos en papel y los comprimieron en microfilmes, que fueron transportados por palomas mensajeras a París y proyectados por linterna mágica mientras los empleados copiaban los despachos en papel.
Además, el Victory Mail estadounidense, y el sistema británico "Airgraph" en el que se basaba, se utilizaron para repartir el correo entre los que estaban en casa y las tropas que servían en el extranjero durante la Segunda Guerra Mundial. Los sistemas funcionaban fotografiando grandes cantidades de correo censurado reducido al tamaño de una uña en bobinas de microfilm, que pesaban mucho menos que los originales. Los rollos de película se enviaban por transporte aéreo prioritario hacia y desde los frentes de origen, se enviaban a sus destinos prescritos para ampliarlos en estaciones de recepción cercanas a los destinatarios y se imprimían en papel fotográfico ligero. Estos facsímiles de las hojas de carta se reproducían a una cuarta parte del tamaño original y los correos en miniatura se entregaban al destinatario. El uso de estos sistemas de microfilmación ahorraba importantes volúmenes de capacidad de carga necesarios para los suministros de guerra. Además, las pequeñas y ligeras bobinas de microfilm se transportaban casi siempre por vía aérea y, por lo tanto, se entregaban mucho más rápidamente de lo que hubiera podido hacer cualquier servicio de correo de superficie.
Las bibliotecas empezaron a utilizar el microfilm a mediados del siglo XX como estrategia de conservación de las colecciones de periódicos deterioradas. Los libros y periódicos que se consideraban en peligro de deterioro podían conservarse en película y, de este modo, aumentar su acceso y uso. La microfilmación era también una medida de ahorro de espacio. En su libro de 1945, The Scholar and the Future of the Research Library, Fremont Rider calculó que las bibliotecas de investigación duplicaban su espacio cada dieciséis años.  Su solución sugerida era la microfilmación, concretamente con su invento, la microtarjeta. Una vez que los artículos se colocaran en la película, podrían retirarse de la circulación y se dispondría de espacio adicional en las estanterías para las colecciones en rápida expansión. La microtarjeta fue sustituida por la microficha. En la década de 1960, la microfilmación se convirtió en una política habitual.
En 1948 se inició el Australian Joint Copying Project, con la intención de filmar registros y archivos del Reino Unido relacionados con Australia y el Pacífico. Se produjeron más de 10000 bobinas, lo que lo convirtió en uno de los mayores proyectos de este tipo.
Alrededor de la misma época, las oficinas de apuestas autorizadas en el Reino Unido comenzaron a utilizar la microfotografía como medio para mantener un registro compacto de las apuestas realizadas.  Los clientes de las casas de apuestas a veces intentaban enmendar su recibo de apuestas para intentar hacer un fraude, por lo que la cámara de microfotografía (que generalmente también contenía su propio cronómetro independiente) se utilizó como medio definitivo para registrar los detalles exactos de todas y cada una de las apuestas realizadas.  En la actualidad, el uso de la microfotografía ha sido sustituido en gran medida por los sistemas digitales de "captura de apuestas", que también permiten que un ordenador liquide las devoluciones de cada apuesta una vez que los detalles de la misma han sido "traducidos" al sistema por un empleado.  La eficacia añadida de este sistema digital ha hecho que en el Reino Unido haya muy pocas oficinas de apuestas, si es que hay alguna, que sigan utilizando cámaras de microfilm.
Visa y National City utilizan el microfilm (rollo de microfilm y ficha) para almacenar registros financieros, personales y legales.
El código fuente de los programas informáticos se imprimía en microfichas durante la década de 1970 y se distribuía a los clientes en este formato.
Además, las microfichas se utilizaban para redactar largos casos de algunas pruebas, como el teorema de los cuatro colores.

## Ventajas
El soporte tiene numerosas ventajas:
- Permite a las bibliotecas ampliar en gran medida el acceso a las colecciones sin poner en riesgo de robo o daño los artículos raros, frágiles o valiosos.
- Es compacto, con unos costes de almacenamiento mucho menores que los de los documentos en papel. Normalmente, 98 páginas de tamaño de documento caben en una ficha, lo que reduce a un 0.25% el material original. En comparación con el archivo en papel, las microformas pueden reducir las necesidades de espacio de almacenamiento hasta en un 95%.[12]
- Es más barato de distribuir que la copia en papel. La mayoría de los servicios de microfichas obtienen un descuento por volumen en los derechos de reproducción y tienen costes de reproducción y transporte más bajos que una cantidad comparable de papel impreso.
- Es una forma de archivo estable cuando se procesa y almacena adecuadamente. Los microfilmes estándar de conservación utilizan el proceso de haluro de plata, creando imágenes de plata en emulsión dura de gelatina sobre una base de poliéster. Con unas condiciones de almacenamiento adecuadas, esta película tiene una esperanza de vida de 500 años.[13] Sin embargo, en climas tropicales con alta humedad, los hongos se comen la gelatina utilizada para unir el haluro de plata. Por ello, se utilizan sistemas basados en diazo con una vida de archivo menor (20 años) que tienen superficies de poliéster o epoxi.
- Al ser analógico (una imagen real de los datos originales), es fácil de visualizar. A diferencia de los soportes digitales, el formato no requiere ningún programa informático para descodificar los datos almacenados en él. Es inmediatamente comprensible para las personas que dominan el lenguaje escrito; el único equipo que se necesita es una simple lupa. Esto elimina el problema de la obsolescencia del software.
- Es prácticamente imposible de mutilar. Los usuarios no pueden arrancar las páginas ni desfigurar las microformas.
- Tiene poco valor intrínseco y no atrae a los ladrones. Pocas colecciones de microformas muy utilizadas sufren pérdidas importantes por robo.
- Las impresiones de microfilmes se aceptan en los procedimientos judiciales como sustitutos de los documentos originales.

## Desventajas
- La principal desventaja de las microformas es que la imagen es (normalmente) demasiado pequeña para leerla a simple vista y requiere una ampliación analógica o digital para poder leerla.
- Las máquinas lectoras que se utilizan para ver la microforma suelen ser difíciles de usar; las microfichas requieren mucho tiempo y el microfilm requiere que los usuarios enrollen y rebobinen cuidadosamente hasta llegar al punto en el que se almacenan los datos que buscan.
- Las ilustraciones fotográficas se reproducen mal en formato de microforma, con pérdida de claridad y medios tonos. Los últimos visores/escáneres digitales pueden escanear en tonos grises, lo que aumenta enormemente la calidad de las fotografías, pero la naturaleza bi-tonal inherente al microfilm limita su capacidad para transmitir mucha sutileza de tono.
- Los lectores-impresores no siempre están disponibles, lo que limita la capacidad del usuario de hacer copias para sus propios fines. No se pueden utilizar las fotocopiadoras convencionales.[14]
- La microforma en color es extremadamente cara, lo que desanima a la mayoría de las bibliotecas a suministrar películas en color. Los tintes fotográficos en color también tienden a degradarse a largo plazo. Esto provoca la pérdida de información, ya que los materiales en color suelen fotografiarse con películas en blanco y negro.[14] La falta de calidad y de imágenes en color en los microfilmes, cuando las bibliotecas desechaban los originales en papel, fue un gran impulso para el trabajo de Bill Blackbeard y otros historiadores del cómic para rescatar y mantener los archivos originales en papel de las páginas en color de la historia de los cómics de los periódicos. Muchas imágenes en color que no eran de cómics no fueron objeto de estos esfuerzos y se perdieron.
- Cuando se almacena en los cajones de mayor densidad, es fácil archivar mal una ficha, que a partir de ese momento no está disponible. Por ello, algunas bibliotecas almacenan las microfichas en una zona restringida y las recuperan bajo demanda. Algunos servicios de fichas utilizan cajones de menor densidad con bolsillos etiquetados para cada ficha.
- Como todos los formatos de soportes analógicos, la microficha carece de las características que disfrutan los usuarios de los soportes digitales. Las copias analógicas se degradan con cada generación, mientras que algunas copias digitales tienen una fidelidad de copia mucho mayor. Además, los datos digitales pueden indizarse y buscarse fácilmente.
- La lectura de microfilms en una máquina durante algún tiempo puede provocar dolor de cabeza y/o fatiga visual.

## Lectores e impresoras

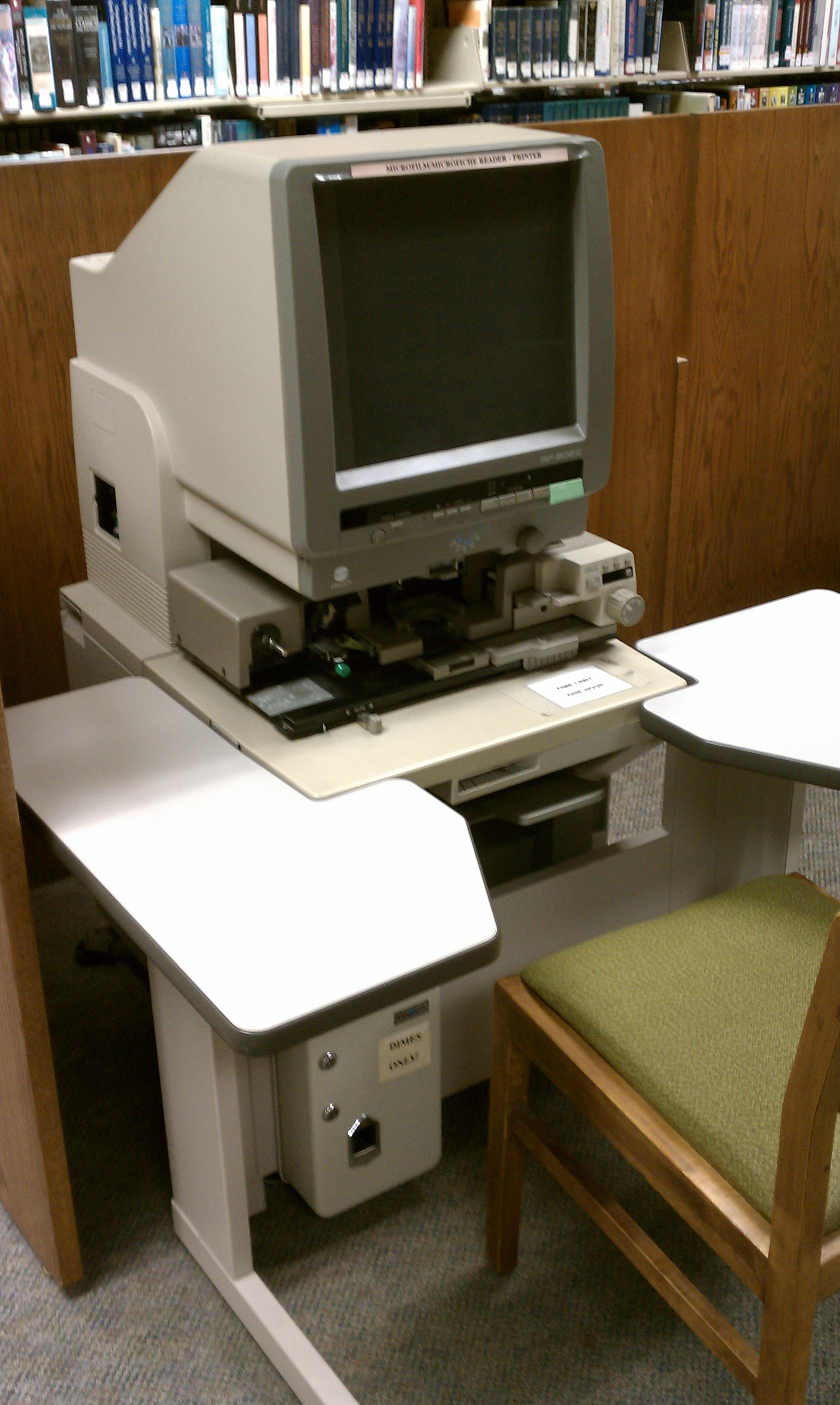
Un lector de microfichas en una biblioteca

Los lectores de sobremesa son cajas con una pantalla translúcida en la parte delantera sobre la que se proyecta la imagen de una microforma. Disponen de accesorios adecuados para cualquier microforma que se utilice. Pueden ofrecer una selección de aumentos. Suelen tener motores para avanzar y rebobinar la película. Cuando se graban los puntos de codificación en la película, se utiliza un lector que puede leer los puntos para encontrar la imagen deseada.
Los lectores portátiles son dispositivos de plástico que se pliegan para su transporte; cuando están abiertos proyectan una imagen de la microficha en una pantalla reflectante. Por ejemplo, junto con M. de Saint Rat, Atherton Seidell desarrolló un dispositivo monocular de visualización de microfichas sencillo y barato (2 dólares en 1950), conocido como "visor Seidell", que se vendió durante las décadas de 1940 y 1950.
Una impresora de microfilmes contiene un proceso de copia xerográfica, como una fotocopiadora. La imagen a imprimir se proyecta con movimiento sincronizado sobre el tambor. Estos dispositivos ofrecen una vista previa de la imagen pequeña para el operador o una vista previa de la imagen a tamaño completo, cuando se denomina impresora de lectura. Las impresoras de microformas pueden aceptar películas positivas o negativas e imágenes positivas o negativas en papel. Las nuevas máquinas permiten al usuario escanear una imagen de microforma y guardarla como archivo digital.

## Medios de comunicación

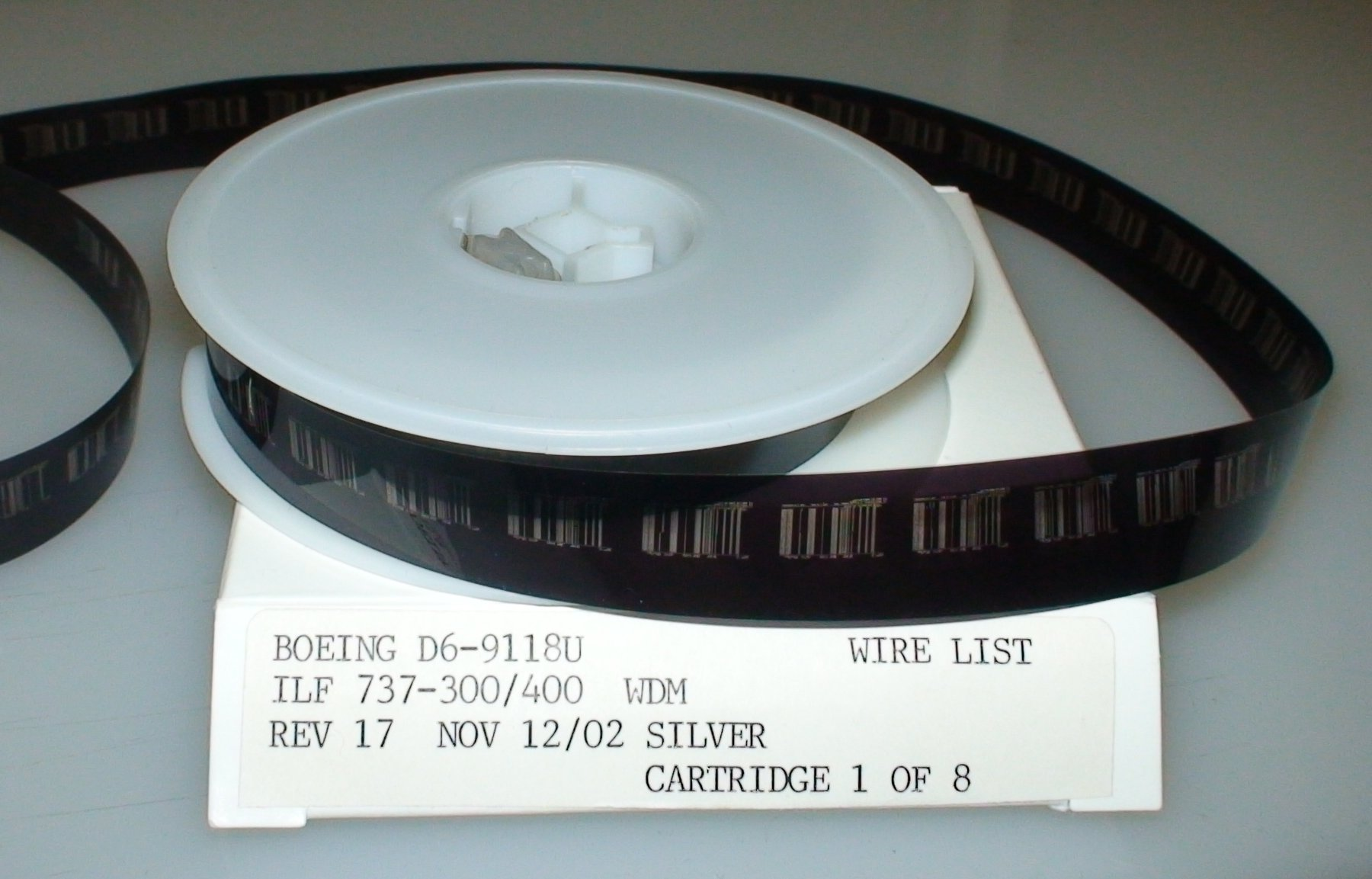
Rollo de microfilm

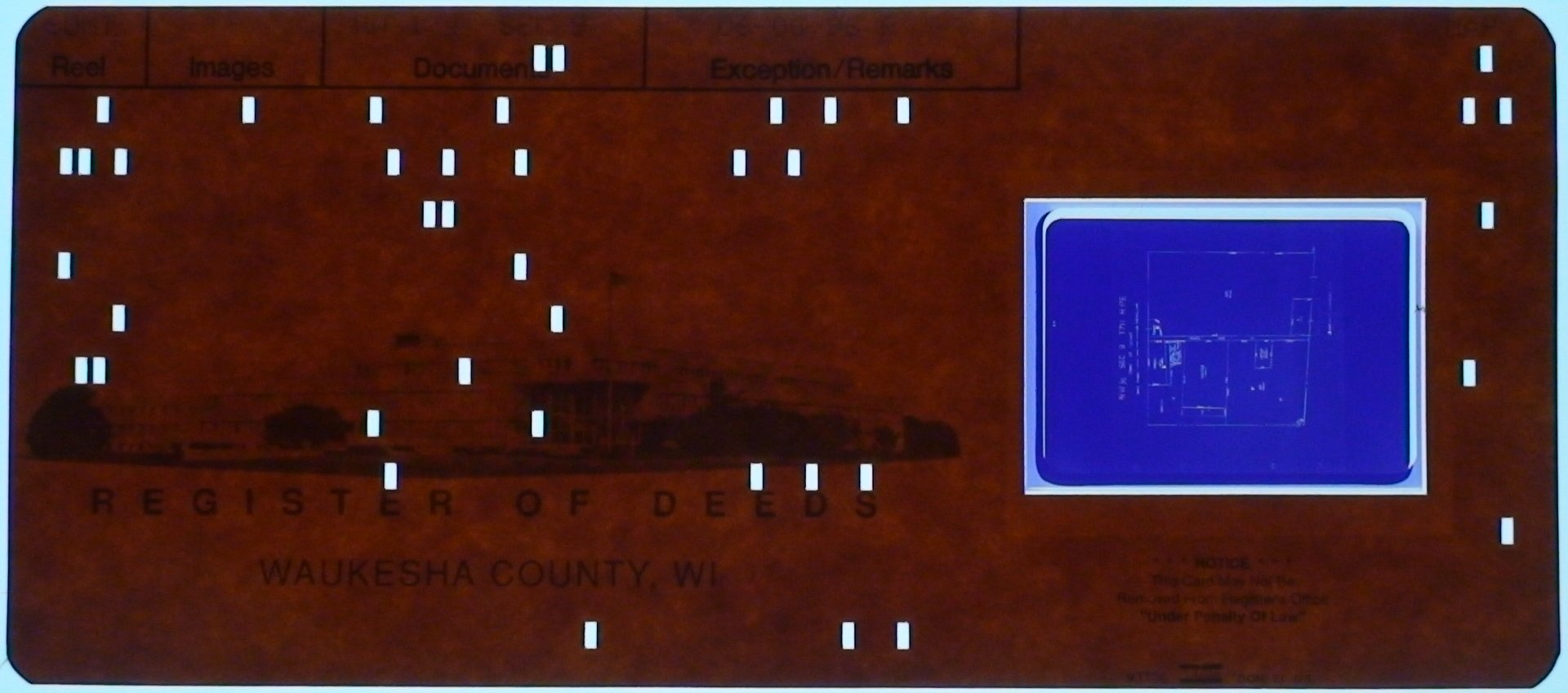
Tarjeta de apertura con información de Hollerith

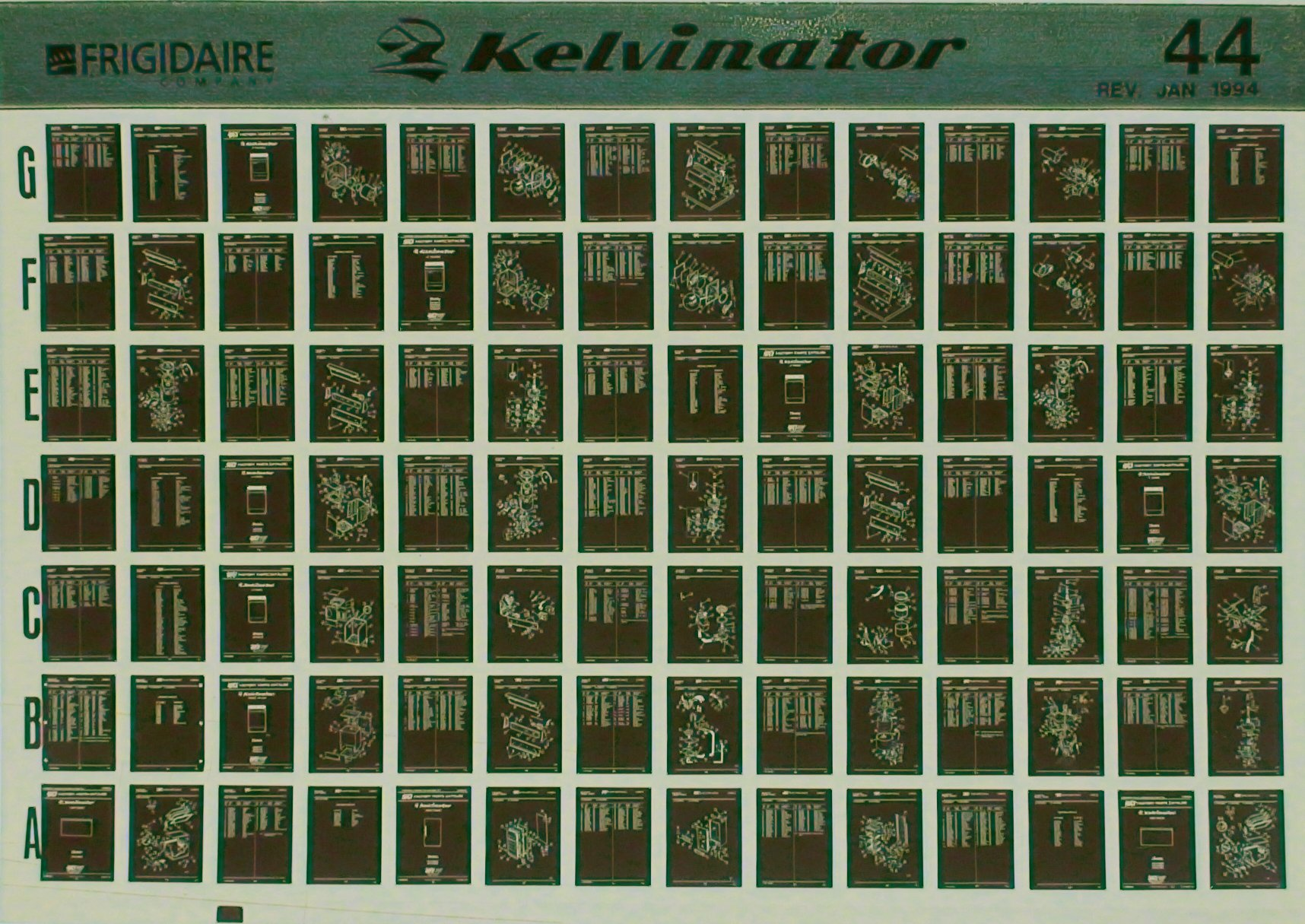
Una ficha de chaqueta falsa

### Película plana
La película plana de 105 × 148 mm se utiliza para microimágenes de dibujos de ingeniería muy grandes. Pueden llevar un título fotografiado o escrito a lo largo de un borde. La reducción típica es de unos 20, lo que representa un dibujo de 2.00 × 2.80 metros, es decir, 79 × 110 pulgadas. Estas películas se almacenan como microfichas.

### Microfilm
Se utiliza película de 16 mm o 35 mm según el estándar cinematográfico, normalmente sin perforar. El microfilm en rollo se almacena en bobinas abiertas o en casetes. Las longitudes estándar para utilizar la película en rollo son de 30.48 m para los rollos de 35 mm, y de 100, 130 y 215 pies para los rollos de 16 mm. Un rollo de película de 35 mm puede contener 600 imágenes de dibujos de ingeniería de gran tamaño u 800 imágenes de páginas de periódicos de gran formato. La película de 16 mm puede transportar 2400 imágenes de tamaño carta como un único flujo de microimágenes a lo largo de la película, de forma que las líneas de texto sean paralelas a los lados de la película, o 10000 documentos pequeños, como cheques o boletos de apuestas, con las dos caras de los originales colocadas una al lado de la otra en la película.

### Tarjetas de apertura
Las tarjetas de apertura son tarjetas Hollerith en las que se ha hecho un agujero. En el agujero se monta un chip de microfilm de 35 mm dentro de una funda de plástico transparente, o se fija sobre la apertura con una cinta adhesiva. Se utilizan para dibujos de ingeniería, para todas las disciplinas de la ingeniería. Existen bibliotecas que contienen más de 3 millones de tarjetas. Las tarjetas de apertura pueden almacenarse en cajones o en unidades giratorias independientes.

### Microficha

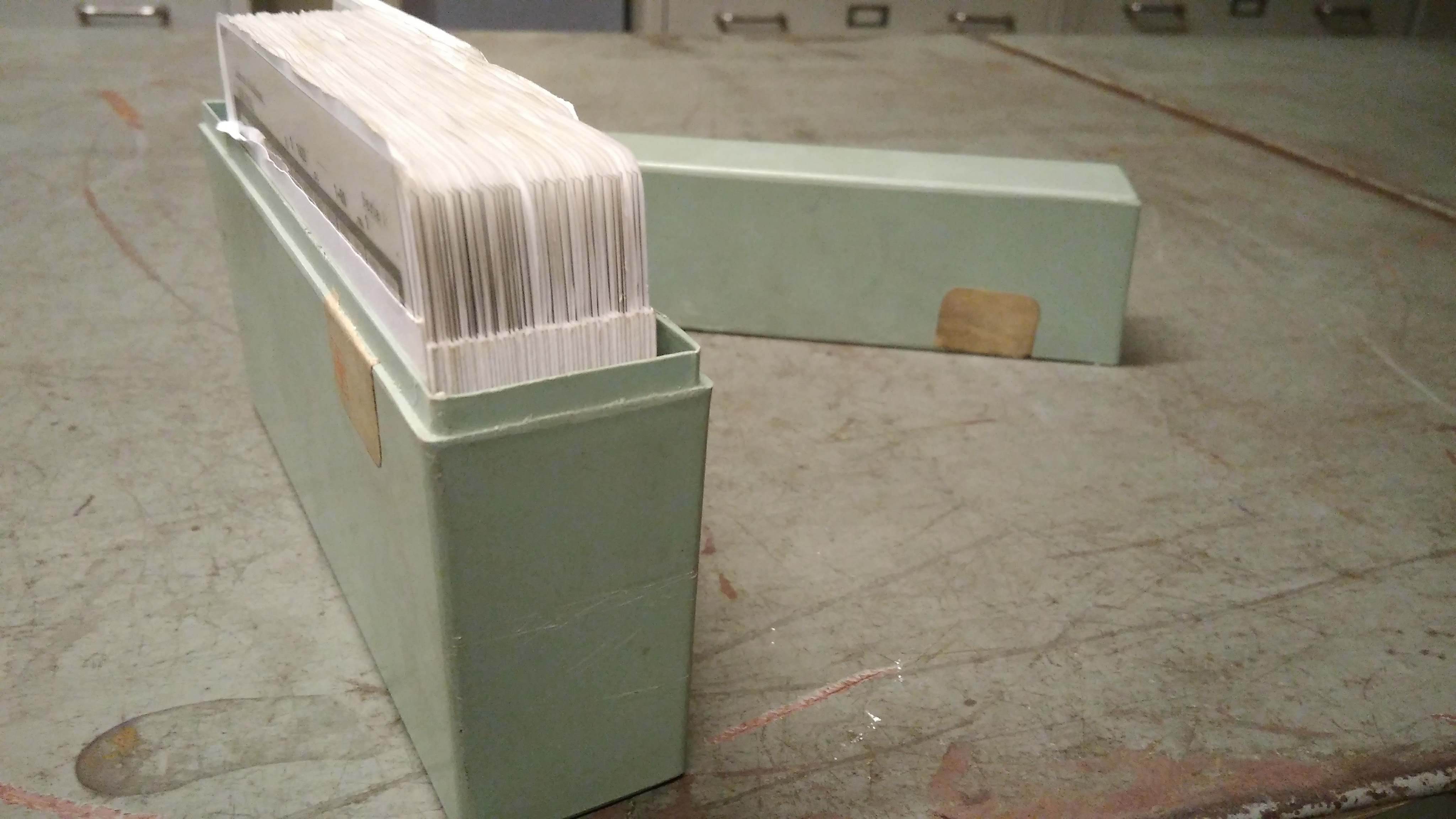
Un porta-microfichas con microfichas

Una microficha es una hoja de película plana de 105 x 148 mm, el mismo tamaño que la norma internacional para el tamaño de papel ISO A6. Lleva una matriz de microimágenes. Todas las microfichas se leen con el texto paralelo al lado largo de la ficha. Los marcos pueden tener una orientación horizontal o vertical. En la parte superior de la ficha puede grabarse un título para su identificación visual.
El formato más utilizado es una imagen vertical de unos 10 x 14 mm. Los papeles de tamaño de oficina o las páginas de revistas requieren una reducción de tamaño de 24 o 25. Las microfichas se guardan en sobres abiertos que se colocan en cajones o cajas como fichas de archivo, o se encajan en bolsillos de libros hechos a medida.

### Ultraficha
La ultraficha (también "ultramicroficha") es una versión excepcionalmente compacta de la microficha o el microfilm, que almacena datos analógicos a densidades mucho mayores. Las ultrafichas pueden crearse directamente desde los ordenadores utilizando los periféricos adecuados. Suelen utilizarse para almacenar los datos recogidos en operaciones de gran intensidad de datos, como la teledetección.

## Creación de imágenes
Para crear soportes de microformas, se monta una cámara planetaria con el eje vertical por encima de una copia que está inmóvil durante la exposición. La producción de grandes volúmenes es posible con una cámara giratoria que mueve la copia suavemente a través de la cámara para exponer la película que se mueve con la imagen reducida. También puede producirse mediante ordenadores, es decir, COM (computer output microfilm).

### Película
Normalmente, para la microfilmación se utilizan películas monocromáticas pancromáticas de alta resolución. También se puede utilizar una película positiva en color que ofrezca una buena reproducción y una alta resolución. La película en rollo se suministra en anchos de 16, 35 y 105 mm en longitudes de 30 metros (100 pies) y más, y normalmente no está perforada. La película en rollo se revela, fija y lava mediante procesadores continuos.
Las láminas se suministran en tamaño ISO A6. Se procesa a mano o con un procesador de rayos X dental. La película para cámara se suministra ya montada en tarjetas de apertura. Las tarjetas de apertura se revelan, se fijan y se lavan inmediatamente después de la exposición mediante un equipo instalado en la cámara.
Las primeras microformas y microfilms en hoja suelta (hasta la década de 1930) se imprimían en película de nitrato, lo que supone un gran riesgo para las instituciones que los conservan, ya que la película de nitrato es químicamente inestable y supone un peligro de incendio. Desde finales de la década de 1930 hasta la década de 1980, los microfilmes se imprimían normalmente en una base de acetato de celulosa, que es propensa a las roturas, al síndrome del vinagre y a las manchas redox.  El síndrome del vinagre es el resultado de la descomposición química y produce "pandeo y contracción, fragilidad y burbujeo". Las manchas rojas son manchas amarillas, anaranjadas o rojas de 15 a 150 micrómetros de diámetro creadas por ataques oxidativos a la película, y se deben en gran medida a las malas condiciones de almacenamiento.

### Cámaras

#### Película plana
La cámara de microfilm más sencilla que todavía se utiliza es una estructura montada sobre raíles en cuya parte superior hay una cámara de fuelle para película de 105 x 148 mm. Un marco o tablero de copia mantiene el dibujo original en posición vertical. La cámara tiene un eje horizontal que pasa por el centro de la copia. La estructura puede desplazarse horizontalmente sobre raíles.
En un cuarto oscuro se puede insertar una sola película en una diapositiva oscura o la cámara puede estar equipada con un portarrollos que, tras una exposición, hace avanzar la película en una caja y corta el fotograma del rollo para procesarlo como una sola película.

#### Película en rollo
Para los planos de ingeniería se suele disponer de una estructura de acero abierta e independiente. Una cámara puede desplazarse verticalmente sobre un carril. Los dibujos se colocan en una mesa grande para su filmación, con centros bajo el objetivo. Unas luces fijas iluminan la copia. Estas cámaras suelen tener más de 4 metros de altura. Estas cámaras aceptan rollos de película de 35 o 16 mm.
Para los documentos de oficina se puede utilizar un diseño similar pero de pie. Se trata de una versión más pequeña de la cámara descrita anteriormente. Se suministran con la opción de película de 16 o 35 mm o aceptando sólo película de 16 mm. Se suministran versiones no ajustables de la cámara de oficina. Éstas tienen un marco rígido o una caja envolvente que mantiene la cámara en una posición fija sobre un tablero de copias. Si se va a trabajar con más de una relación de reducción, se puede elegir entre varios objetivos.
Algunas cámaras exponen un patrón de luz, denominado blips, para identificar digitalmente cada fotograma adyacente. Este patrón se copia cada vez que se copia la película para su búsqueda.

#### Cámaras de rollo de flujo
La cámara está integrada en una caja. En algunas versiones es para uso en banco, otras versiones son portátiles. El operario mantiene una pila de material a filmar en una bandeja, la cámara toma automáticamente un documento tras otro para avanzar por la máquina. La lente de la cámara ve los documentos cuando pasan por una ranura. La película detrás del objetivo avanza exactamente con la imagen.
Las cámaras de flujo de propósito especial filman ambas caras de los documentos, poniendo ambas imágenes una al lado de la otra en una película de 16 mm. Estas cámaras se utilizan para grabar cheques y boletos de apuestas.

#### Cámara de microfichas
Todas las cámaras de microfichas son planetarias con un mecanismo de paso y repetición para hacer avanzar la película después de cada exposición. Las versiones más sencillas utilizan una diapositiva oscura cargada por el operador en un cuarto oscuro; tras la exposición, la película se procesa individualmente, lo que puede hacerse a mano o mediante un procesador de rayos X dental. Las cámaras de alto rendimiento se cargan con un rollo de película de 105 mm. La película expuesta se revela en forma de rollo; éste se corta a veces en fichas individuales después del procesamiento o se guarda en forma de rollo para su duplicación.

#### Microfilm de salida del ordenador

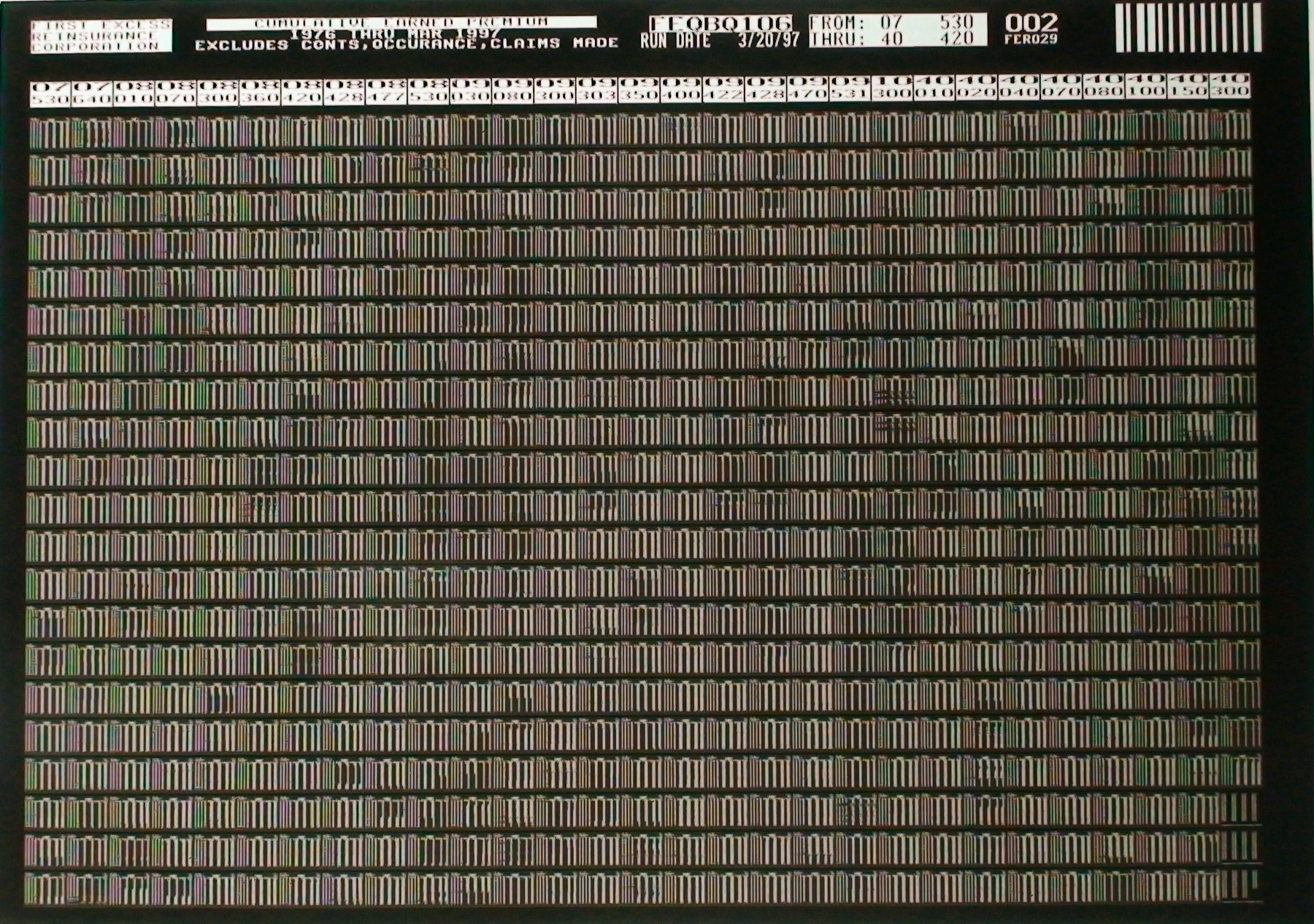
Tarjeta de microfilm de salida del ordenador

Existen equipos que aceptan un flujo de datos procedente de un ordenador central. Esto expone la película para producir imágenes como si el flujo se hubiera enviado a una impresora de línea y el listado se hubiera microfilmado. Debido a la fuente, una tirada puede representar muchos miles de páginas.
Dentro del equipo, las imágenes de los caracteres se realizan mediante una fuente de luz; se trata del negativo del texto en papel. A veces, la COM se procesa normalmente. Otras aplicaciones requieren que la imagen aparezca como un negativo convencional; la película se procesa entonces en sentido inverso. De este modo se obtiene una película de 16 mm o páginas de fichas en un rollo de 105 mm.
Dado que los caracteres del listado tienen un diseño sencillo, una relación de reducción de 50 proporciona una buena calidad y pone unas 300 páginas en una microficha. Un trazador de microfilmes, a veces llamado trazador de tarjetas de apertura, acepta un flujo que podría enviarse a un trazador de pluma de ordenador. Produce los correspondientes fotogramas de microfilm. Estos producen microfilmes en forma de película de 35 o 16 mm o de tarjetas de apertura.

## Duplicación
Todas las copias regulares de microfilmes implican una exposición de contacto bajo presión. A continuación, la película se somete a proceso para obtener una imagen permanente. La copia manual de una sola ficha o tarjeta de apertura implica la de la película sobre una caja de luz y luego el procesamiento individual de la misma. Las películas en rollo se exponen por contacto a través de un motor, ya sea alrededor de un cilindro de vidrio o a través de un vacío, bajo una fuente de luz controlada. El procesado puede realizarse en la misma máquina o por separado.
La película de haluro de plata es una versión lenta de la película fotográfica con una capa superior resistente. Es adecuada para las impresiones o para su uso como intermedio a partir del cual se pueden producir más impresiones. El resultado es una copia en negativo.  Las normas de conservación exigen un negativo maestro, un negativo duplicado y una copia de servicio (positivo). Los negativos maestros se guardan en un almacén profundo, y los negativos duplicados se utilizan para crear copias de servicio, que son las copias disponibles para los investigadores. Esta estructura multigeneracional garantiza la conservación del negativo maestro.
La película sensibilizada con Diazo para el acoplamiento de colorantes en amoníaco da copias positivas de colorante azul o negro. La película de imagen negra puede utilizarse para otras copias.
La película vesicular se sensibiliza con un colorante diazo, que tras la exposición se revela por calor. En las zonas donde ha llegado la luz la película permanece clara, en las zonas bajo la imagen oscura el compuesto diazo se destruye rápidamente, liberando millones de diminutas burbujas de nitrógeno en la película. Esto produce una imagen que difunde la luz. Produce una buena apariencia de negro en un lector, pero no puede utilizarse para realizar más copias.
Las normas modernas de microfilmación exigen que se produzca un juego maestro de películas y se guarde en un lugar seguro, utilizándose únicamente para hacer copias de servicio. Cuando las copias de servicio se pierden o se dañan, se puede producir otro juego a partir de los maestros, reduciendo así la degradación de la imagen que resulta de hacer copias de copias.

## Conversión de formatos
Estas conversiones pueden aplicarse a la salida de la cámara o a las copias de liberación. Las microfichas individuales se cortan a partir de rollos de película de 105 mm. Existe un dispositivo de sobremesa que permite al operador cortar los fotogramas expuestos de los rollos de película y colocarlos en tarjetas de apertura ya preparadas.
Se fabrican fundas transparentes de tamaño A5, cada una con 6 bolsillos en los que se pueden insertar tiras de película de 16 mm (o menos bolsillos para tiras de 35 mm), creando así fundas de microfichas o microfichas con funda. El equipo permite al operador insertar tiras desde un rollo de película. Esto es especialmente útil porque se pueden añadir fotogramas a una ficha en cualquier momento. Los bolsillos se fabrican con una película fina para que se puedan hacer duplicados de la ficha montada.

## Conversión digital
Otro tipo de conversión es la de microformas a digital. Para ello se utiliza un escáner óptico que proyecta la película en una matriz CCD y la captura en formato digital sin procesar. Hasta principios del siglo XXI, dado que los distintos tipos de microformas son diferentes en forma y tamaño, los escáneres solían ser capaces de manejar sólo un tipo de microforma a la vez. Algunos escáneres ofrecían módulos intercambiables para los diferentes tipos de microformas. El último visor/escáner puede aceptar cualquier microforma (rollo, ficha, tarjetas opacas, fichas o tarjetas de apertura). El software en un PC conectado se utiliza entonces para convertir la captura en bruto en un formato de imagen estándar para usos inmediatos o de archivo.
El estado físico del microfilme influye en gran medida en la calidad de la copia digitalizada.  Los microfilmes con base de acetato de celulosa (populares hasta la década de 1970) suelen sufrir el síndrome del vinagre, manchas redox y desgarros, e incluso la película de haluro de plata estándar de conservación con base de poliéster puede estar sujeta al plateado y a la degradación de la emulsión; todos estos problemas afectan a la calidad de la imagen escaneada.
La digitalización de microfilmes puede ser económica si se emplean escáneres automáticos.  El Programa de Periódicos Digitales de Utah ha descubierto que, con equipos automatizados, el escaneo puede realizarse a $0.15 dólares por página. Los recientes avances en el campo de los escáneres digitales han reducido considerablemente el coste de la digitalización, de modo que cuando se escanean proyectos de gran envergadura (millones de páginas) el precio por escáner puede ser de unos pocos céntimos.
Los escáneres de microformas modernos utilizan matrices de escaneado de 8 bits en tonos grises y, por lo tanto, son capaces de proporcionar escaneados de muy alta calidad en una gran cantidad de formatos digitales diferentes: CCITT Grupo IV, que es una compresión en blanco y negro -bitonal, JPG o JPEG, que es una compresión en gris o en color, mapas de bits que no están comprimidos, o una serie de otros formatos como PDF, LZW, GIF, etc.  Estos escáneres modernos también son capaces de escanear con una resolución "de archivo" de hasta 600 ppp o superior.
Para que los archivos resultantes sean útiles, deben estar organizados de alguna manera. Esto puede lograrse de diferentes maneras, dependiendo del medio de origen y del uso deseado. En este sentido, las tarjetas de apertura con información Hollerith son probablemente las más fáciles, ya que los datos de la imagen pueden extraerse de la propia tarjeta si el escáner lo admite. A menudo, la imagen digital producida es mejor que la calidad visual disponible antes del escaneo. Algunos tipos de microfilm contienen un contador junto a las imágenes, que pueden referirse a una base de datos ya existente. Otras bobinas de microfilm tienen un sistema de "parpadeo": pequeñas marcas junto a las imágenes de distinta longitud que se utilizan para indicar la jerarquía de los documentos (más largo: raíz, largo: rama, corto: hoja). Si el escáner es capaz de capturarlas y procesarlas, los archivos de imagen pueden organizarse de la misma manera. El reconocimiento óptico de caracteres (OCR) también se emplea con frecuencia para proporcionar archivos automatizados de búsqueda de texto completo. Entre los problemas más comunes que afectan a la precisión del OCR aplicado a las imágenes escaneadas de microfilms se encuentran los tipos de letra inusuales, la impresión descolorida, los fondos sombreados, las letras fragmentadas, el texto sesgado, las líneas curvas y el sangrado de los originales. En el caso de los tipos de película sin marcas distintivas, o cuando el OCR es imposible (escritura a mano, problemas de diseño, texto degradado), los datos deben introducirse manualmente, un proceso que requiere mucho tiempo.